# Динарски партизански одред
Динарски народноослободилачки партизански (НОП) одред је био партизанска јединица у саставу Народноослободилачке војске и партизанских одреда Југославије током Другог светског рата у Хрватској.

## Историјат
Формиран је 30. септембра 1943. од Динарског батаљона и бораца из Цетинске крајине. Приликом формирања имао је два батаљона, док је 30. октобра имао 160 бораца. Дејствовао на подручју планине Динаре, Камешнице и у долини горњег тока Цетине на путевима Сињ—Книн, Сињ—Ливно и Сињ–Имотски. Од 30. септембра до 7. октобра 1943. био је под командом Штаба 4. оперативне зоне НОВ и ПО Хрватске, од 7. до 10. октобра 1943. под командом Штаба 8. корпуса НОВЈ, од 10. октобра до средине децембра под командом Штаба 20. дивизије НОВЈ, а затим Штаба Групе средњодалматинских НОП одреда. Одред је самостално вршио диверзије и постављао заседе на путу Книн—Сињ. У новембру 1943. садејствовао је 19. дивизији у чишћењу долине Цетине од четника. У децембру 1943, јануару и марту 1944, водио је борбе против немачких, усташко-домобранских и четничких снага, затварајући правце који из Врлике и Сиња воде кроз долину Цетине. Кад су Немци и усташе у јануару 1944. почели са масовним истребљењем народа у селима североисточног дела Сињског поља, својим дејствима онемогућио их је да до краја спроведу своју намеру. Његова успешна дејства омогућила су већи прилив нових бораца, те је Динарски НОП одред 28. фебруара 1944. имао око 3000 бораца. У 1944. Одред је неколико пута садејствовао јединицама 20. дивизије НОВЈ у уништавању усташких и четничких упоришта у долини Цетине, а нарочито у мају и јуну на левој обали Цетине, спречавајући испаде усташких и немачких снага из Сиња према Динари. Динарски НОП одред је, поред тога, учествовао и у борбама за коначно ослобођење Сиња и долине Цетине. Расформиран је после ослобођења већег дела Далмације 10. новембра 1944; његови борци ушли су у састав 20. дивизије НОВЈ.